# Labola-Koumoussanra
Pour les articles homonymes, voir Labola.
Labola-Koumoussanra est une commune rurale située dans le département de Tiéfora de la province de Comoé dans la région des Cascades au Burkina Faso.